# Harmothoe areolata
Harmothoe areolata är en ringmaskart som först beskrevs av Grube 1860.  Harmothoe areolata ingår i släktet Harmothoe och familjen Polynoidae. Arten har ej påträffats i Sverige. Inga underarter finns listade i Catalogue of Life.